# Stephan Siegrist
Stephan Siegrist (* 17. Dezember 1972 in Meikirch) ist ein Schweizer Extrembergsteiger. Der ausgebildete Bergführer unternimmt Touren in verschiedenen Gebirgen der Welt und eröffnete einige schwierige Kletterrouten.

## Werdegang
Stephan Siegrist wuchs im Dorf Meikirch im Kanton Bern auf. Im Alter von elf Jahren machte er erste alpine Erfahrungen auf einer Skitour. Mit 16 Jahren begann er zu klettern. Auf eine abgeschlossene Berufsausbildung zum Zimmermann folgte die Ausbildung zum Bergführer, die er im Alter von 23 Jahren abschliessen konnte. 
Er wohnt mit seiner Frau und zwei Söhnen in Ringgenberg BE.

## Alpinismus

### Alpen
Die ersten schwierigen Touren gelangen Siegrist in den Alpen. Mit 20 Jahren durchkletterte er die Nordwand des Eiger (3967 m ü. M.) im Winter. 1999 war er Teil einer grossen Liveübertragung einer Eiger-Nordwand-Durchsteigung des Schweizer Fernsehens. Mit zwei Teams wurde die Wand in 30 Stunden live erklettert. Darauf folgte 2000 die Neuroute La vida es silbar (Schwierigkeit: frz. 7c)  in der gleichen Wand. 2001 eröffnete Siegrist zusammen mit Ueli Steck in der Eiger-Nordwand die Route The Young Spider (Schwierigkeit: EX+, 7a/A2, WI6/M7). Im Jahr 2002 durchstieg er mit Michal Pitelka die Eiger-Nordwand in der historischen Ausrüstung der Erstbegeher von 1938. Wiederum mit Steck durchstieg er 2004 in 25 Stunden die Nordwände von Eiger, Mönch (4107 m ü. M.) und Jungfrau (4158 m ü. M.). Zudem brach er 2004 mit Steck den Rekord für Seilschaften in der Eiger-Nordwand. In neun Stunden waren sie schneller als 30 Jahre zuvor Reinhold Messner und Peter Habeler. In der gleichen Zusammensetzung gelang die 33. Route in der Eiger-Nordwand: Pacienca (8a). Nach der Erstbegehung 2003 wollten die Kletterer der Route erst nach einer Rotpunkt-Begehung offiziell einen Namen geben, was 2008 glückte. Siegrist bestieg die Eiger-Nordwand bisher 38-mal (2018).

### Himalaya
Nach den Erfolgen in den Alpen konnte Siegrist auch erfolgreich im Himalaya klettern. 2004 bestieg er zusammen mit drei weiteren Bergsteigern den Thalay Sagar (6904 m) über den bisher unbegangenen Nordwestgrat. 2006 gehörte Siegrist dem Team an, das den Gasherbrum Ost erstmals über die Nordseite bestieg. Allerdings stand Siegrist selbst nicht auf dem Gipfel. 2007 konnte Siegrist die Nordwand des Arwa Towers (6352 m) durchsteigen.

### Patagonien
Auch in den Bergen Patagoniens war Siegrist aktiv. Im Jahr 1997 bestieg er den Fitz Roy (3406 m). 1999 machte er die erste Winterbegehung der Westwand des Cerro Torre (3133 m). Die Erstbegehung der Route Golden Eagle gelang ihm 2006 mit Alexander Huber an der Aguja Desmochada (2650 m). 2010 konnte er zusammen mit Thomas Senf und Dani Arnold eine Winter-Erstbesteigung des Torre Egger (2685 m) innerhalb von nur 3 Tagen im Alpinstil ohne Fixseile und Materialdepots verbuchen.

### Nordamerika
Im Jahr 2000 kletterte Siegrist die Route Mescalito (5.8 A3) am El Capitan (2307 m). An einem Tag erstieg Siegrist mit einem Partner alle sechs Türme der Castleton Gruppe im Arches-Nationalpark, Utah.

### Antarktis
Ende 2008 konnte Siegrist zusammen mit Thomas und Alexander Huber in der Antarktis klettern. Im Queen Maud Land bestiegen sie den Holtanna über die Westwand erstmals in der Route Eiszeit (VII+, A4). Dazu gelang die erste freie Begehung der Route Skywalk (7-) am Ulvetanna.

### Highlines
Siegrist gelangen auch einige alpine Highlines, so zum Beispiel am Matterhorn (Mai 2012) und an der Dufourspitze (Juni 2013).